# House of Yes: Live from House of Blues (video)
House of Yes: Live from House of Blues è un video della progressive rock band inglese Yes.

## Il video
Si tratta della registrazione di un concerto tenuto la notte di Halloween del 1999 presso la House of Blues di Las Vegas, nel Nevada, durante il tour di The Ladder.
Al tour prende parte anche il chitarrista Billy Sherwood, che deve però fare i conti con l'ingombrante figura di Steve Howe, che relega il giovane musicista ad un ruolo marginale.
Alle tastiere vi è il russo Igor Khoroshev, che lascia la band poco dopo a causa dell'accusa di molestie sessuale rivolta durante il tour da due ragazze che lavoravano nella sicurezza, per la quale fu arrestato dalla polizia, ma in seguito scagionato.

## Tracce
1. Yours Is No Disgrace (Jon Anderson/Chris Squire/Steve Howe/Tony Kaye/Bill Bruford) – 13:04
2. Time and a Word (Jon Anderson/David Foster) – 0:58
3. Homeworld (The Ladder) (Jon Anderson/Steve Howe/Billy Sherwood/Chris Squire/Alan White/Igor Khoroshev) – 9:45
4. Perpetual Change (Jon Anderson/Chris Squire) – 10:49
5. Lightning Strikes (Jon Anderson/Steve Howe/Billy Sherwood/Chris Squire/Alan White/Igor Khoroshev) – 5:07
6. The Messenger (Jon Anderson/Steve Howe/Billy Sherwood/Chris Squire/Alan White/Igor Khoroshev) – 6:39
7. Ritual - Nous Sommes Du Soleil (Jon Anderson/Chris Squire/Steve Howe/Rick Wakeman/Alan White) – 0:59
8. And You and I (Jon Anderson; Themes by Bill Bruford/Steve Howe/Chris Squire) – 11:25
  1. Cord of Life
  2. Eclipse (Jon Anderson/Bill Bruford/Steve Howe)
  3. The Preacher the Teacher
  4. Apocalypse
9. It Will Be a Good Day (The River) (Jon Anderson/Steve Howe/Billy Sherwood/Chris Squire/Alan White/Igor Khoroshev) – 6:29
10. Face to Face (Jon Anderson/Steve Howe/Billy Sherwood/Chris Squire/Alan White/Igor Khoroshev) – 5:32
11. Awaken (Jon Anderson/Steve Howe) – 17:35
12. I've Seen All Good People – 7:28
  1. Your Move (Jon Anderson)
  2. All Good People (Chris Squire)
13. Cinema (Jon Anderson/Chris Squire/Alan White/Trevor Rabin/Tony Kaye) – 1:58
14. Owner of a Lonely Heart (Jon Anderson/Chris Squire/Trevor Rabin/Trevor Horn) – 6:04
15. Roundabout (Jon Anderson/Steve Howe) – 7:43

## Formazione
- Jon Anderson: voce, chitarra e percussioni
- Steve Howe: chitarra
- Igor Khoroshev: tastiere
- Chris Squire: basso elettrico
- Alan White: batteria e percussioni
- Billy Sherwood: chitarra